# Bonnetiaceae
Bonnetiaceae L.Beauvis. ex Nakai è una famiglia di piante angiosperme dell'ordine Malpighiales.

## Tassonomia
La famiglia comprende i seguenti generi:
- Archytaea Mart.
- Bonnetia Mart.
- Ploiarium Korth.